# 89-es busz (Szekszárd)
A szekszárdi 89-es jelzésű autóbusz csúcsidőn kívül (zömében délelőtt, mikor a 2-es, 2Y, 8A járatok éppen nem közlekedtek), valamint hétvégi időszakban biztosított kapcsolatot a Műszergyár (a város északi része) és a Tesco áruházi végállomás között. Testvér járata a 88-as busz volt, mely szintén csúcsidőn kívül (délután és hétvégén) a Palánki vegyesbolt megállóig közlekedett. A 89-es járat csak vissza irányba, a Műszergyári végállomás után tért be Parásztára. A vonal 2022 augusztusában bevezetett vonalhálózat és menetrend módosítással megszűnt.

## Útvonala
| Műszergyár felé |
| --- |
| Tesco áruház – Alisca utca 44-46. – Béri Balogh Ádám utca – Széchenyi utca – Szent László utca – Kadarka utca – Rákóczi utca – Palánki út – Műszergyár |

| Tesco áruház felé |
| --- |
| Műszergyár – Palánki út – Rákóczi utca – Jobbparászta – Kadarka utca – Szent László utca – Széchenyi utca – Béri Balogh Ádám utca – Csatári torok – Tesco áruház |

## Megállóhelyei
| sz. | Megállóhely neve             | Menetidő (perc) | Menetidő (perc) | Átszállási kapcsolatok                |
| --- | ---------------------------- | --------------- | --------------- | ------------------------------------- |
| 0   | Tesco áruház                 | 0               | 24              | 4, 4A, 4Y, 7, 7A, 7B, 88, 9, 98       |
| 1   | Alisca utca 44-46.           | 2               | ∫               | 4Y, 7, 7A, 88, 9, 98                  |
| 2   | Csatári torok                | ∫               | 22              | 4Y, 88                                |
| 3   | Baka István általános iskola | 4               | ∫               | 4Y, 5, 6, 6Y, 8, 88                   |
| 4   | Alsóvárosi temető            | 5               | 19              | 4Y, 5, 5Y, 6, 6Y, 8, 88, 9, 98        |
| 5   | Bakta köz                    | 6               | 18              | 4Y, 5, 5Y, 6, 6Y, 8, 88, 9, 98        |
| 6   | Kórház                       | 7               | 17              | 4Y, 5, 5Y, 6, 6Y, 8, 88, 9, 98        |
| 7   | Nyomda                       | 9               | 15              | 5, 5Y, 6, 6Y, 8, 88, 9, 98            |
| 8   | Posta                        | ∫               | 14              | 1, 4, 4A, 4Y, 7, 7A, 7B, 8, 88, 9, 98 |
| 9   | Szent László utca            | 11              | 13              | 1, 4, 4A, 4Y, 88                      |
| 10  | Babits iskola                | 12              | 12              | 88                                    |
| 11  | Kadarka utca                 | 14              | 10              | 88                                    |
| 12  | Parászta, kisbolt            | ∫               | 7               | 88, 9, 98                             |
| 13  | Tolnai Lajos utca            | ∫               | 6               | 88, 9, 98                             |
| 14  | Jobbparászta                 | ∫               | 5               | 88, 9, 98                             |
| 15  | Tolnai Lajos utca            | ∫               | 4               | 88, 9, 98                             |
| 16  | Parászta, kisbolt            | ∫               | 3               | 88, 9, 98                             |
| 17  | Újvárosi temető              | 16              | 2               | 8, 88, 9, 98                          |
| 18  | Csecsemőotthon               | 18              | 1               | 8, 88, 9, 98                          |
| 19  | Műszergyár                   | 19              | 0               | 8, 88, 9, 98                          |